# Kingfield (Maine)
Kingfield es un pueblo ubicado en el condado de Franklin en el estado estadounidense de Maine. En el Censo de 2010 tenía una población de 997 habitantes y una densidad poblacional de 8,89 personas por km².

## Geografía
Kingfield se encuentra ubicado en las coordenadas 44°58′29″N 70°11′28″O / 44.97472, -70.19111. Según la Oficina del Censo de los Estados Unidos, Kingfield tiene una superficie total de 112.1 km², de la cual 111.69 km² corresponden a tierra firme y (0.37%) 0.41 km² es agua.

## Demografía
Según el censo de 2010, había 997 personas residiendo en Kingfield. La densidad de población era de 8,89 hab./km². De los 997 habitantes, Kingfield estaba compuesto por el 97.49% blancos, el 0.4% eran afroamericanos, el 0.1% eran amerindios, el 0.9% eran asiáticos, el 0.2% eran isleños del Pacífico, el 0% eran de otras razas y el 0.9% pertenecían a dos o más razas. Del total de la población el 0.4% eran hispanos o latinos de cualquier raza.